# Brunoniaceae
Famille
Classification APG II (2003)
Classification APG III (2009)
La famille des Brunoniacées regroupe des plantes dicotylédones ; elle ne comprend qu'une espèce : Brunonia australis.
Ce sont des plantes herbacées pérennes, à rosette, à inflorescence terminale dense, endémiques d'Australie.
Cette espèce est très fréquemment cultivée comme plante ornementale.

## Étymologie
Le nom vient du genre Brunonia (en), nommé en hommage à Robert Brown (1773-1858), botaniste britannique.

Or le nom « Brunonia » a été choisi plutôt que « Brownea », car ce dernier avait déjà été attribué en l'honneur de Patrick Brown ; James Edward Smith dut donc faire un compromis pour justifier son choix : 

« Je suis obligé d'adopter un stratagème, [...], qui consiste à conserver autant de ressemblance que possible avec le nom (Brown), tout en évitant toute ambiguïté avec le Brownea précédemment établi, en appelant mon genre Brunonia. »

## Classification
En classification phylogénétique APG II (2003) cette famille n'existe pas. L'unique espèce est placée dans les Goodéniacées, une famille dans l'ordre des Asterales.
En classification phylogénétique APG II (2003) et en classification phylogénétique APG III (2009) cette famille est invalide ; son espèce est incorporée dans la famille des Goodeniaceae.